# ريتشارد سايمور رودني
ريتشارد سايمور رودني (بالإنجليزية: Richard Seymour Rodney)‏ هو محامي وقاضي وسياسي أمريكي، ولد في 10 أكتوبر 1882، وتوفي في 22 ديسمبر 1963. حزبياً، نشط في الحزب الديمقراطي.